# 波動関数の収縮
量子力学における波動関数の収縮または波動関数の崩壊 (wave function collapse) とは、初めはいくつかの固有状態の重ね合わせであった波動関数が、「観測」によってある1つの固有状態に収縮すること。波束の収縮や、状態の収縮とも呼ばれる。量子測定の本質をなし、波動関数と古典的な可観測量（位置や運動量など）との間を繋げるものである。量子力学の標準解釈では、量子系が時間発展する方法は2通りあり、1つ目はシュレーディンガー方程式に従う連続的な時間発展であり、もう1つが波動関数の収縮である。波動関数の収縮は、量子系が古典的な環境と熱力学的に不可逆な相互作用をして生じるブラックボックスである。標準解釈では、波動関数の収縮の背後に物理的なメカニズムを想定せず、単に公理として与えられる数学的な処理として扱う（射影公準または射影仮説と呼ぶ）。
量子デコヒーレンスの計算によると、量子系が環境と相互作用するとき、重ね合わせ状態は見かけ上、古典的な混合状態になる。しかし重要なのは、系と環境を合わせた波動関数はシュレーディンガー方程式に従い続けるという点である。さらに重要なのは、デコヒーレンスにより重ね合わせになっている各状態は互いに干渉性を喪失するが、デコヒーレンスは単一の固有状態を選び出すことができないため、波動関数の収縮を説明することができないことである。
歴史的には1927年にヴェルナー・ハイゼンベルクは、量子測定を説明するために初めて波動関数の収縮の考えを用いた。

## 客観的収縮理論
少数ではあるが、波動関数の収縮が観測とは無関係に客観的に起きるとする客観的収縮理論を支持する論者もいる。この理論では収縮はランダムに生じるか（自発的収縮理論）、何らかの物理的な条件により発生する。よく知られている理論には以下のものがある。
GRW理論と連続的自発的局在化モデル（CSL）は、収縮がランダムに生じているとする。1つの粒子では収縮はごく稀にしか起きないが、多数の粒子が集まることで即座に収縮が起きる。ペンローズ解釈では、収縮は重力によって生じるとする。原子や分子は重力が弱いため重ね合わせ状態が長時間持続するが、大きな物体はより強い重力場をもつため重ね合わせが短時間しか持続せず収縮するとする。これらの理論は標準的な量子力学を改変しており、実験的な検証の可能性があるという特徴がある。

## その他の解釈
量子ベイズ主義では、波動関数は量子系に対する主観的な信念の度合いであり、情報に基づいて確率が更新される（波動関数が収縮する）。
量子力学の解釈の中には、波動関数の収縮が起きない解釈もある。例えば多世界解釈や無矛盾歴史解釈では、波束の収縮は生じない。